# Hafen Durban
Der Hafen Durban (englisch Port of Durban) liegt an der südafrikanischen Küste von KwaZulu-Natal am Indischen Ozean und ist der führende Frachthafen Südafrikas sowie der größte Containerhafen Afrikas. Er befindet sich auf dem Gebiet der Metropolgemeinde eThekwini unweit des Stadtzentrums von Durban.
Betreiber und Verwalter des Seehafens ist die staatliche Transnet National Ports Authority. Kleinere Teilbereiche werden von privaten Unternehmen eigenständig genutzt.

## Lage
Der Hafen wuchs zusammen mit der ihn umgebenden Besiedlung und späteren Stadt. Das heutige Zentrum Durban Central grenzt unmittelbar an den nördlichen Teil des Naturhafens an. Die Bucht, in der sich das Hafenbecken befindet, wird durch die Ästuare der kleinen Flussläufe Umbilo und Mhlatuzana gebildet. An deren Südseite liegt die bewaldete Halbinsel Bluff, die den Hafen schützt.
Zum Schutz der Hafeneinfahrt wurden im letzten Drittel des 19. Jahrhunderts auf beiden Seiten der Hafenzufahrt Wellenbrecher errichtet, die parallel zueinander verlaufen. Sie wurden 2008 durch umfangreiche Ausbaumaßnahmen erneuert und verstärkt.
Ursprünglich war die Bucht an ihren Rändern mit Mangroven bewachsen und wies viele Untiefen auf. Vor dem modernen Ausbau, etwa um 1900, kämpften die Reeder und Hafennutzer mit diesen natürlichen Erschwernissen. Besonders bei der Einfahrt in die Lagune behinderten die durch Sandanspülungen entstandenen Untiefen den Schiffsverkehr erheblich.

## Geschichte

### Vor 1900

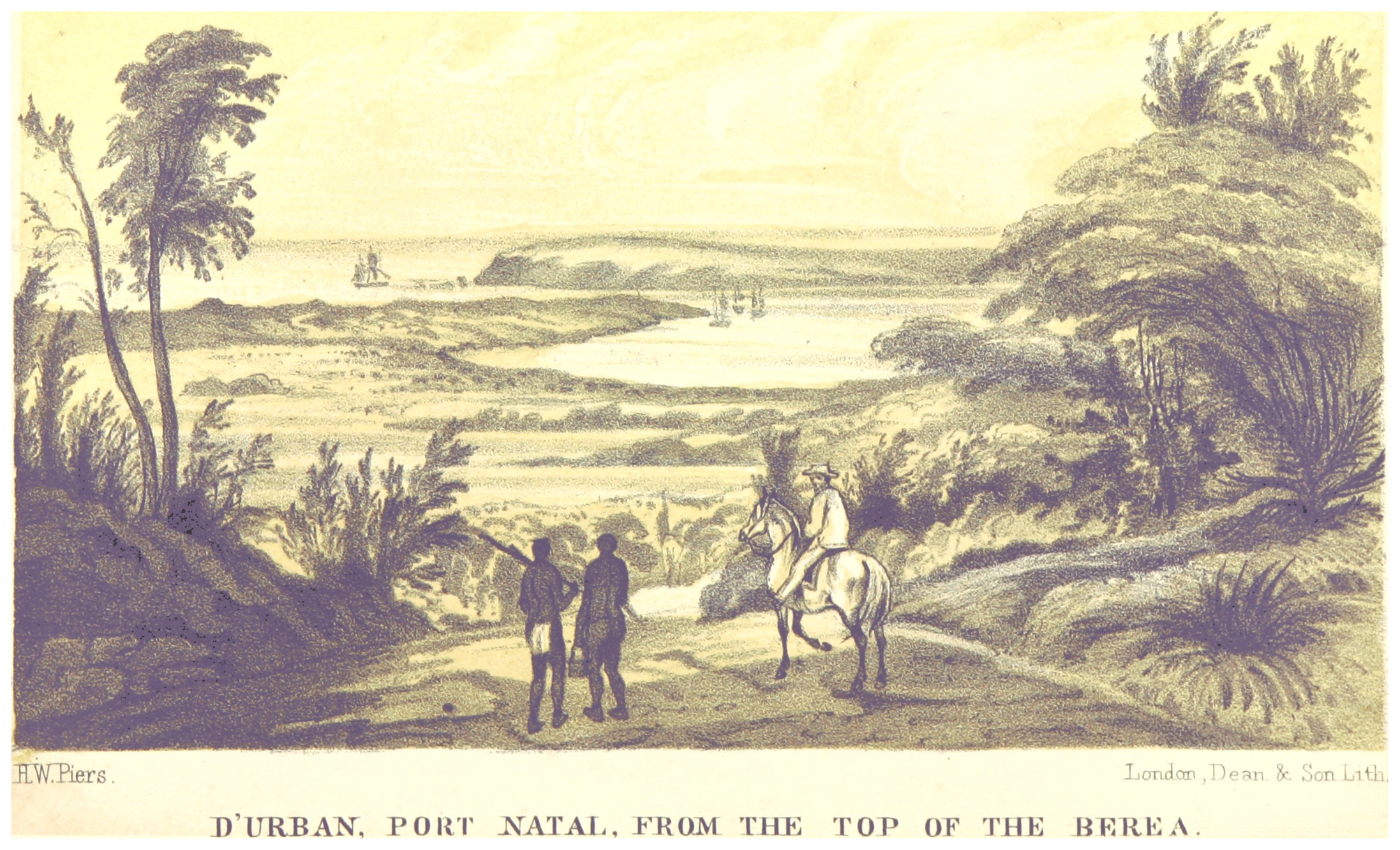
Ansicht der Bucht von D’Urban um 1850 (nach einer Vorlage von H. W. Piers)

Die früheste Erwähnung eines möglichen Landungsplatzes in der Nähe der heutigen Stadt Durban ist durch Vasco da Gama überliefert, der 1497 in der Nähe der Bucht vor Anker ging, als er auf der Suche nach Indien war. Im späten 17. Jahrhundert lebten an dieser Stelle zeitweilig gestrandete Seefahrer und Kolonisten. Ab 1721 unterhielten die Niederländer an der Bucht einen befestigten Handelsstützpunkt, den sie nach kurzer Zeit wieder aufgaben.
Im Jahre 1824 gründeten Briten an der Bucht von Natal eine feste Siedlung mit dem Namen Port of Natal. Am 23. Juni 1835 wurde die Siedlung zu Ehren von Benjamin D’Urban, der 1834 bis 1837 Gouverneur der Kapkolonie war, in D’Urban umbenannt. Das Amt eines Hafenmeisters ist seit 1840 besetzt. Abbildungen aus dem 19. Jahrhundert zeigen eine Landungsbrücke auf der Seeseite der Landzunge The Point.

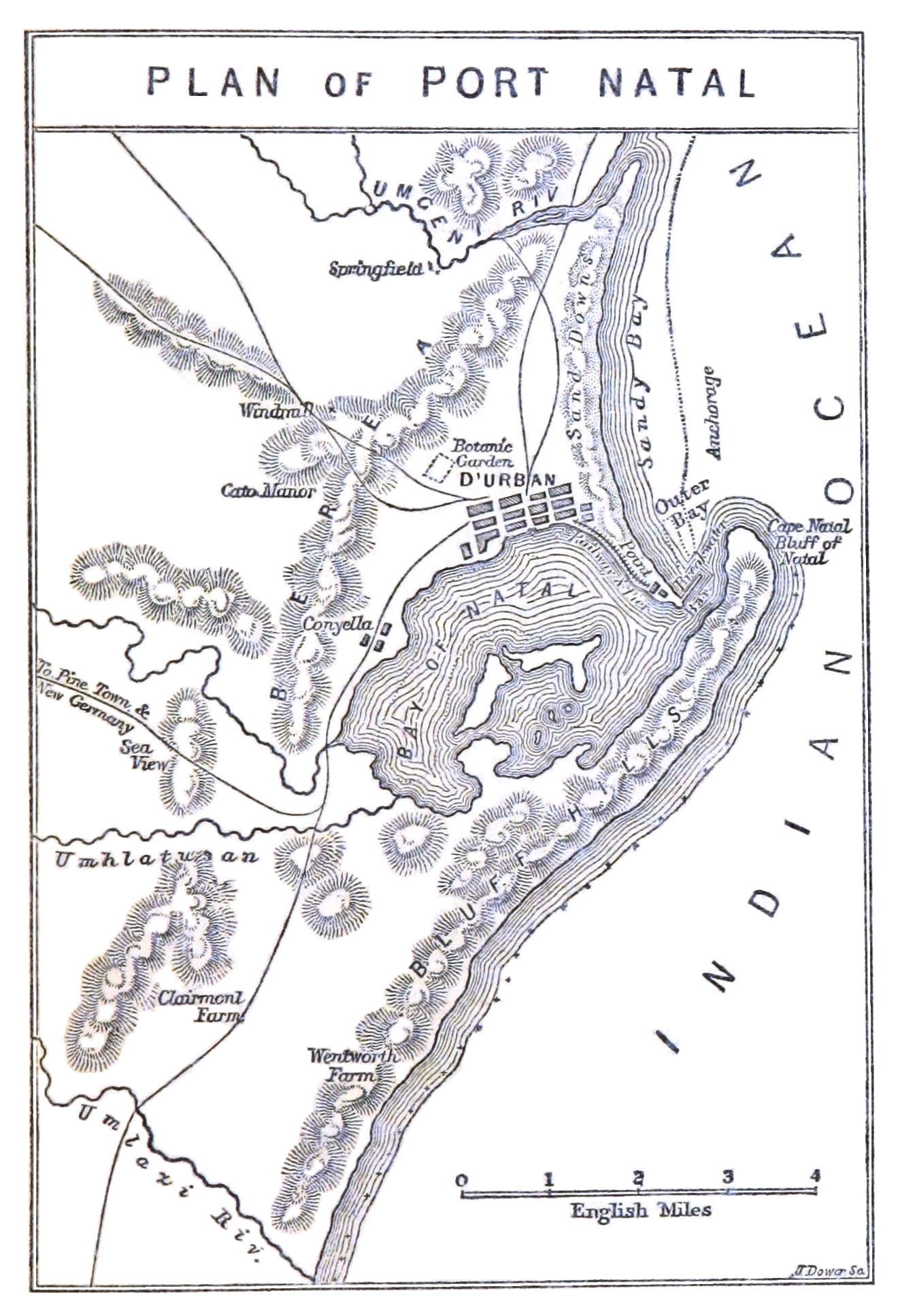
Plan des Hafens von D’Urban in der Bay of Natal von 1860

Eine zielgerichtete Entwicklung des heutigen Hafengebietes begann ab 1855. Auf einem Lageplan von 1860 ist der Tiefwasserbereich vor der Sandy Bay als Ankerplatz ausgewiesen. Größere Schiffe mussten vor der Küste ankern und konnten ursprünglich nicht oder nur mit hohem Risiko in die Bucht einfahren, weshalb sie mit Barken bedient wurden.
Im 19. Jahrhundert wurde in Durban die Natal Railway gebaut, die erste Eisenbahnstrecke auf dem Gebiet des heutigen Südafrikas. Sie diente als Verbindung zwischen der städtischen Ansiedlung und dem Hafen. Die Strecke vom Market Square bis zur Landzunge The Point im Hafenareal wurde am 26. Juni 1860 eröffnet und durch die Natal Railway Company betrieben. Die Areale Point und Bluff waren die Basis für die ersten Funktionsbereiche des Hafens.
1860 wanderten über den Hafen die ersten indischen Plantagenarbeiter aus Madras ein, die auf den Zuckerrohr-Pflanzungen in der Umgebung von Durban eingesetzt wurden. Deren Ankunft bildete den Beginn der indischstämmigen Bevölkerungsgruppe im heutigen Südafrika.
Der erste Leuchtturm an der Küste Natals war der Leuchtturm im Hafen von Durban, der am 22. November 1867 mit einer feierlichen Zeremonie in Anwesenheit des Gouverneurs John Scott in Betrieb ging. Der aus dem schottischen Oban stammende Peter Paterson war der Architekt des Leuchtturms.
Die zunehmende Verlandung in der Bucht durch die Schwebfracht der Zuflüsse konnte ab dem letzten Jahrzehnt des 19. Jahrhunderts mittels verbesserter Baggertechnik verhindert und teilweise rückgängig gemacht werden.
Seit dem 1. Juli 1896 leitete die Stadt Durban das kanalisierte Abwasseraufkommen über einen Vorfluter auf der Landzunge The Point in den Hauptkanal der Schiffseinfahrt des Hafens. Dafür kamen immer nur die ersten Stunden der Ebbezeiten in Frage, damit die Abwassereinleitungen von der Küstenlinie weggespült werden konnten. Die dafür notwendigen Anlagen befanden sich in unmittelbarer Nähe zum alten Hafengebiet.
In der zweiten Hälfte des 19. Jahrhunderts wurde die Eisenbahnstrecke von Durban ins Landesinnere und entlang der Küste gebaut. Der Bahnbau begann 1876 in Durban und erreichte 1880 Pietermaritzburg, 1886 Ladysmith und 1891 Charlestown an der Grenze der Natal-Kolonie zur Transvaal-Republik. Am 2. Januar 1896 konnte der durchgehende Betrieb bis Johannesburg eröffnet werden. Die Strecken entlang der Küste nördlich von Durban hatte vor allem die Aufgabe, Güter für die Zuckerrohrplantagen und deren nachgelagerte Verarbeitungsbetriebe zu transportieren. Aus dem Landesinnern wurden Wolle, Häute und Kolonialwaren nach Durban befördert, später auch Kohle für die Versorgung der Schiffe auf der Durchfahrt. Die Eisenbahnverbindung in die Region des wirtschaftlich starken Transvaal hat wesentlich zur frühen und anhaltenden Entwicklung des Hafens beigetragen. Sie garantierte für den Hafen Durban, im Gegensatz zum Hafen im damaligen Lourenço Marques, heute Maputo, eine politisch stabile Existenzgrundlage, da sie seit der Unionsgründung im Jahre 1910 nicht über ausländisches Territorium führt.

### 20. Jahrhundert
Das Parlament von Natal beschloss 1903 den Ausbau von Hafenanlagen in einem bisher dafür nicht genutzten Abschnitt der Bucht. Der Küstenbereich zwischen Albert Park und der Mündung des Umbilo River wurde für den Bau einer Kaimauer vorgesehen. Bereiche in diesem flachen Sumpfgelände, die Congella Flats, wurden entwässert und aufgefüllt. Dadurch entstand der Congella-Kai (Congella Wharf), der später nach John G. Maydon, einem hohen britischen Kolonialbeamten, in Maydon Wharf umbenannt und 1925 mit einem Getreideheber ausgestattet wurde. Die Kohleverladeanlagen im Bereich Bluff wurden in den 1920er Jahren vergrößert und 1940 nochmals ausgebaut.
Zur Verbesserung der Stabilität des Leuchtturmes wurde das stählerne Bauwerk 1932 mit Beton ummantelt. Es stand bis 1941 auf der Anhöhe am Ende der Bluff-Halbinsel, war aber seit 1940 nicht mehr in Betrieb.
Am 31. Juli 1953 nahm der neuen Leuchtturm an anderer Stelle auf der Bluff-Halbinsel den Betrieb auf. Dieses Bauwerk ist als Cooper Lighthouse bekannt geworden und erhielt den Namen nach Harry Claude Cooper, Südafrikas erstem Leuchtturmingenieur. Der Standort wurde in der Nähe des Stadtteils Brighton Beach gewählt.
1957 griff die Stadtverwaltung von Durban die Probleme der unzureichenden Abwasserentsorgung an The Point wieder auf, die seit 1938 diskutiert worden war. Sie begann mit der Errichtung weiterer Vorfluter (Central Works Outfall) an der Nordspitze der Bluff-Halbinsel. Dafür wurde zwischen The Point und der Bluff-Halbinsel unter dem Meeresboden ein 350 Meter langer Versorgungstunnel gebaut. Er verfügte über einen Querschnitt von 3,6 Meter. In diesem wurden zwei große Abwasserleitungen, eine Hauptwasserleitung und mehrere Elektro- und Telekommunikationskabel verlegt. Die gewählte Tiefe des Versorgungstunnels erwies sich später als hinderlich für den Ausbau der Hafeneinfahrt.

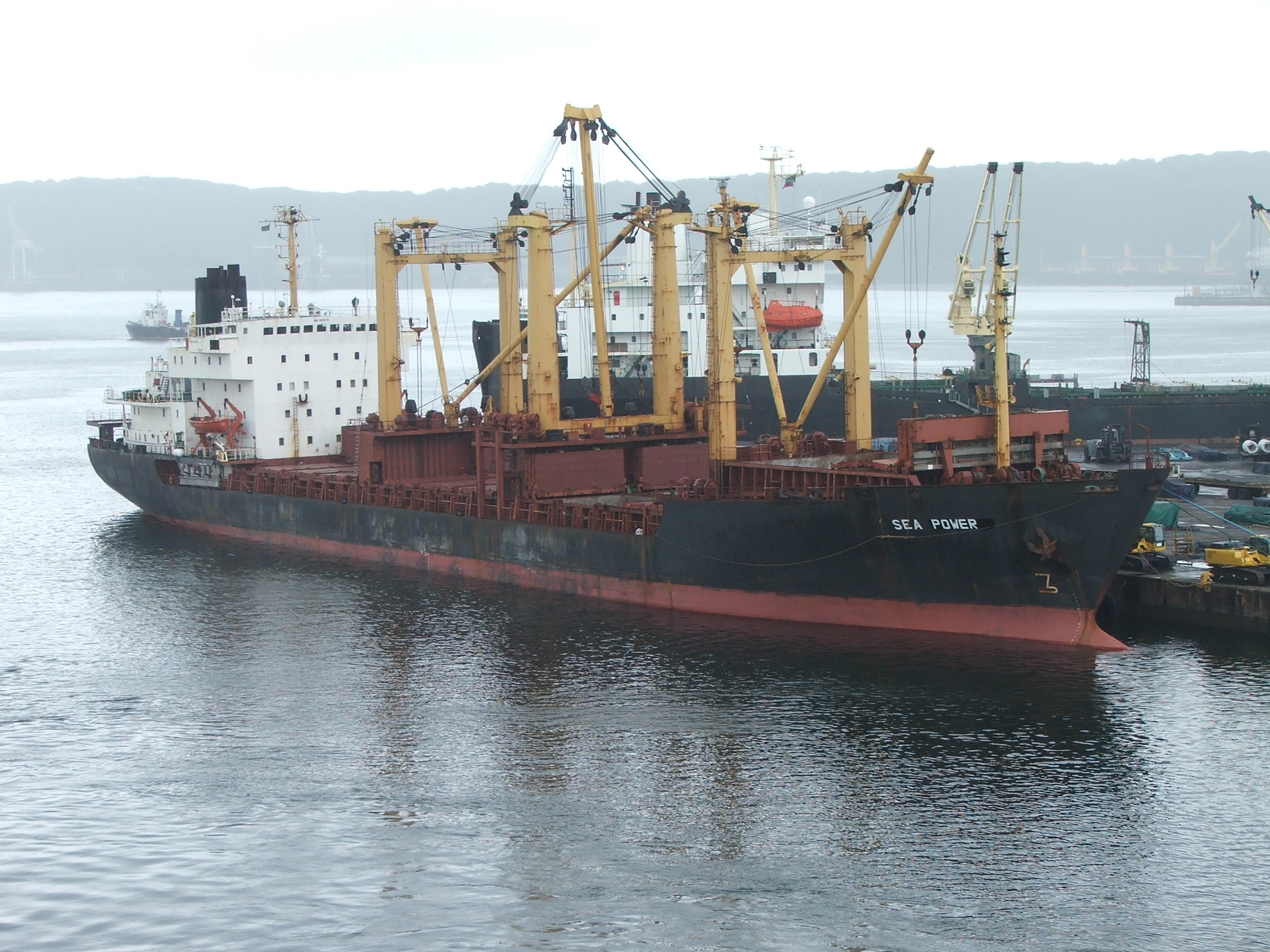
Semicontainerschiff Sea Power im Hafen Durban am Pier 1 im Jahr 2009.

Die Gebäude des ehemaligen Navy-Stützpunktes auf Salisbury Island dienten seit 1961 dem hier errichteten University College for Indians. Zu Beginn der 1970er Jahre zog die Hochschule in den Stadtteil Westville und nannte sich ab 1971 University of Durban-Westville. Seit 2004 ist sie Teil der Universität von KwaZulu-Natal.
Mitte der 1960er Jahre lag der Verladeschwerpunkt für Stückgut noch auf der Landzunge The Point. Etwa zehn Jahre später begann er sich auf die gegenüber liegende Seite der Bucht an den Maydon-Kai (Maydon Wharf, Anlegeplatz 8) zu verlagern. In diesem Zusammenhang wurden dort moderne Krananlagen errichtet.
In den 1970er Jahren erfolgten Erweiterungen der Eisenbahnanlagen an der Südseite der Bucht. Das ermöglichte den weiteren Hafenausbau. Nun entstanden auf Sandbänken und in den damals vorhandenen Mangrovensümpfen im Umfeld der früheren Salisbury-Insel sowie dem benachbarten Fynnland-Areal neue Funktionsbereiche, der Pier No. 1 und der Pier No. 2. Im Bereich Pier No. 2 ging im Juli 1977 das Container-Terminal in Betrieb.

### 21. Jahrhundert
Mit der Zunahme des Frachtverkehrs und des Tiefgangs anlegender Frachtschiffe wurde eine Vertiefung der Hafeneinfahrt und einiger Bereiche in der Bucht notwendig. Der Ende der 1950er Jahre unter dem Einfahrtskanal erstellte Versorgungstunnel stand diesem Vorhaben im Wege. Auf der Ozeanseite musste die Wassertiefe auf 18 Meter und in der Bucht von 13 auf 16 Meter ausgebaut werden. Dies machte unter der Bezeichnung Durban Harbour Tunnel Project den Neubau eines tiefer liegenden Tunnels notwendig, der 2007 abgeschlossen werden konnte.
Im Juli 2010 endeten die als Durban Harbour Entrance Widening Project, abgekürzt DHEW, geführten mehrjährigen Ausbauarbeiten im Hafenareal. Sie dienten der Sicherung von Anlagen und einer größeren Verkehrsaufnahmefähigkeit.
Nach Angaben der Hafenverwaltung aus dem Jahre 2013 kann der Hafen mit Schiffen von 350 Meter Länge, 51 Meter Breite und 14,5 Meter Tiefgang befahren werden. Die Anlegeplätze lassen aber nur einen maximalen Tiefgang von 12,5 Metern zu.
Starkregen ab dem 10. April 2022 führte in der Region Durban zu Zerstörungen durch Hochwasser und zur Sperre des Hafens.

## Struktur des Hafenareals

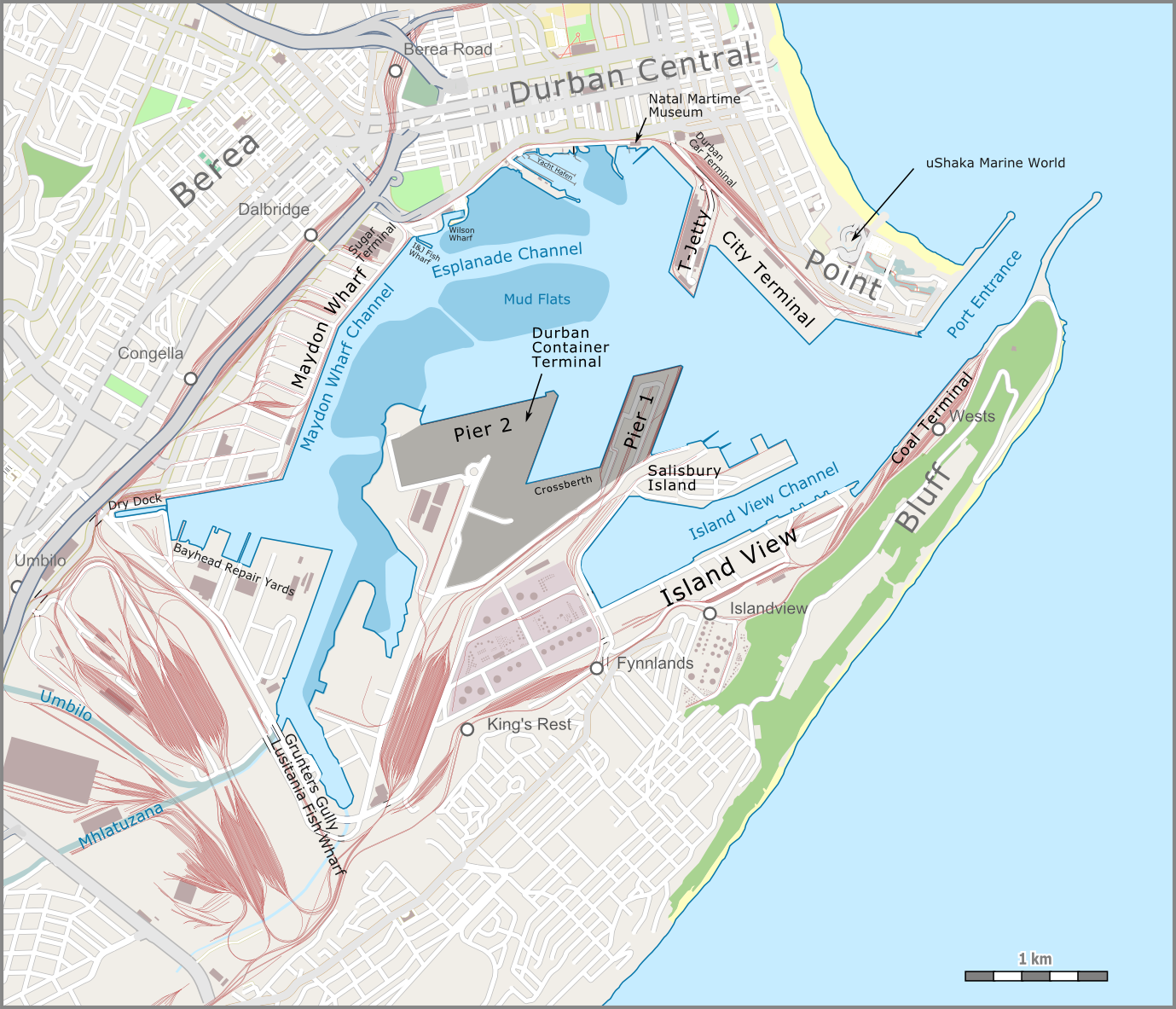
Übersicht über die Bereiche des Hafens von Durban

Der Hafen von Durban ist in 8 Sektoren gegliedert. Das sind die folgende Bereiche:
- Pier No. 1
- Island View
- City Terminal, T-Jetty
- Crossberth
- Pier No. 2
- Bluff
- Bayhead
- Maydon Wharf

## Funktionsbereiche

### Container-Terminal

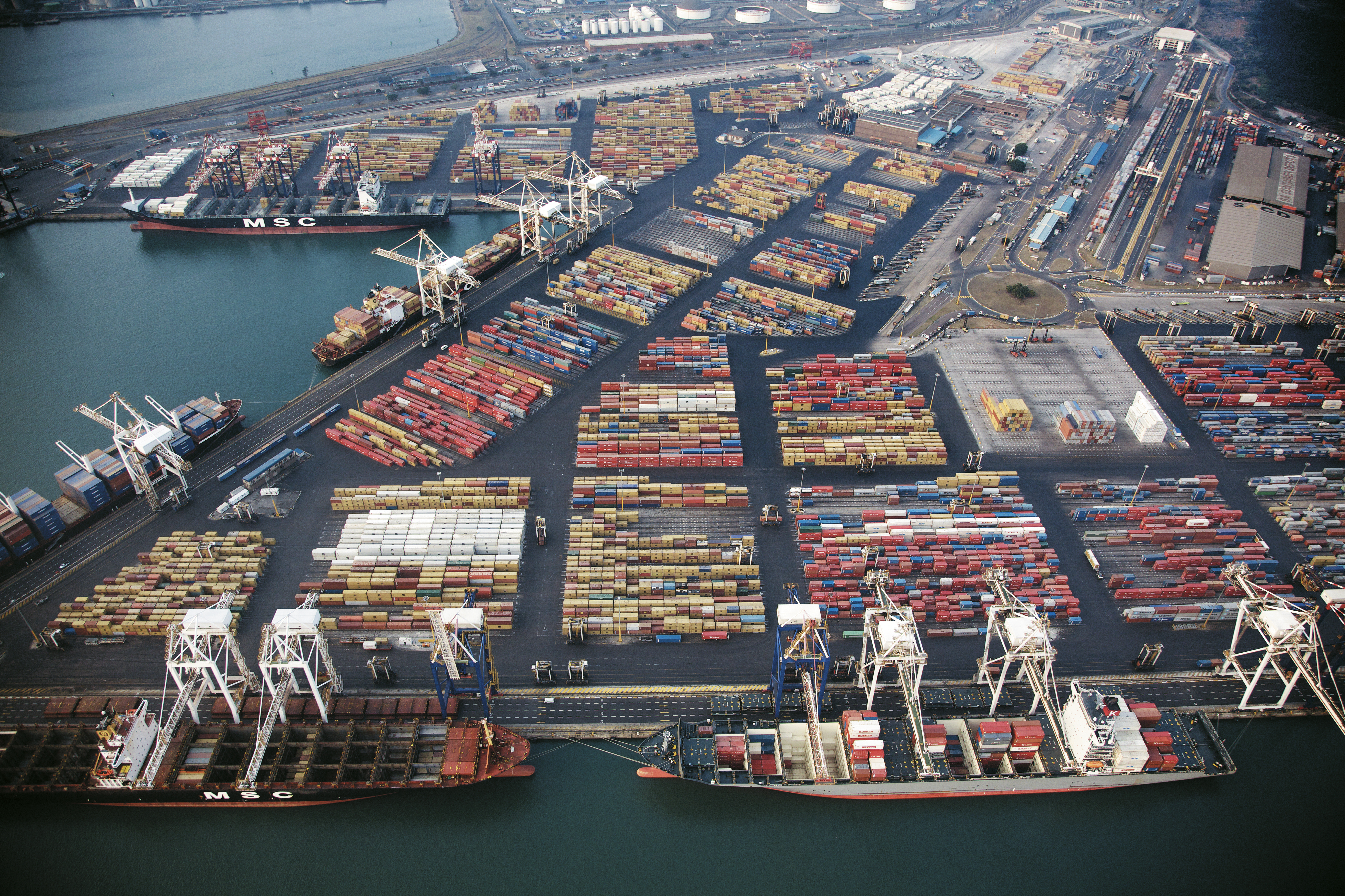
Blick über das Container-Terminal

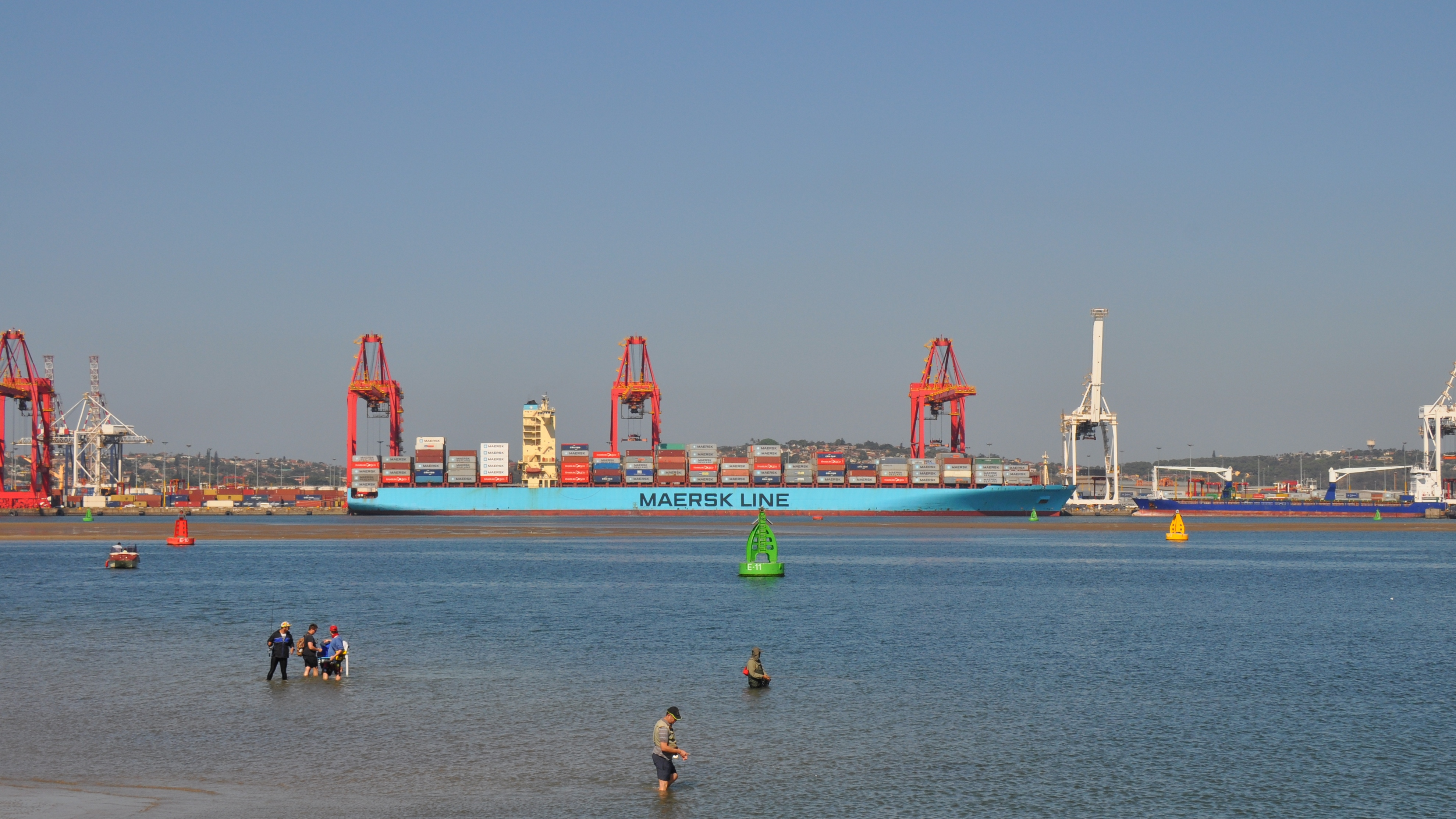
Containerschiff Maersk Stockholm am Pier No. 2 des Container-Terminals

Das Container-Terminal Durban erstreckt sich entlang Pier No. 1, Pier No. 2 und der Crossberth. 2014 wurden 2,7 Millionen TEU umgeschlagen. Es ist über einen Gleisanschluss mit dem Eisenbahnnetz in Südafrika verbunden. Weitere Containerverladeeinrichtungen sind im Bereich Point angesiedelt, der eigentlich zum RoRo-Terminal gehört. Diese dienen im Besonderen der Entlastung des eigentlichen Container-Terminals, während die Pier 2 für Schiffe mit größerem Tiefgang ausgebaut wird. Die Grabungsarbeiten dafür wurden im August 2018 abgeschlossen. Seitdem wird nacheinander jeweils eine der drei Anlegestellen modernisiert. Bis Ende 2023 sollen alle Anlegestellen fertiggestellt sein.[veraltet]
Auf der südlichen Hemisphäre nimmt der Hafen Durban im Containerumschlagvolumen neben Melbourne (Australien) einen der vordersten Plätze ein. Das Terminal wickelt nicht nur Containerlieferungen von und nach Südafrika ab, sondern dient auch als Umschlagplatz für Fracht von und nach den Seehäfen entlang der afrikanischen Westküste bis Liberia und entlang der Ostküste bis Kenia sowie zu den Inseln Madagaskar und Réunion. Auf dem Landweg werden die Destinationen in den Ländern Botswana, Simbabwe, Sambia und der Demokratischen Republik Kongo bedient.
Zu Beginn des Jahres 2015 hat der staatliche Terminal-Betreiber Transnet bekannt gegeben, dass ab 2021 ein neues Containerterminal auf dem Gelände des alten Flughafens gebaut werden soll. Zuvor sind aber noch Ausbauten im alten Hafen notwendig, um dessen Kapazität zu steigern, bis der neue Containerhafen zur Verfügung steht. Dies umfasst das Auffüllen der Hafenbecken zwischen Salisbury Island und Pier No. 1, sowie zwischen Pier No. 1 und Pier No. 2, um die Stellflächen für Container zu vergrößern und mehr Anlegeplätze für große Schiffe bereitstellen zu können.

### Stückgut-Terminal
Der Umschlag von Stückgut erfolgt an der Maydon Wharf an vier Liegeplätzen, die von Schiffen bis 10,3 Meter Tiefgang angelaufen werden können. Es können jährlich bis zu 1,2 Millionen Tonnen umgeschlagen werden. Der größte Teil ist Projektladung, Kühlfracht, Holz und Stahlprodukte, im Besonderen Coils.

### RoRo-Terminal

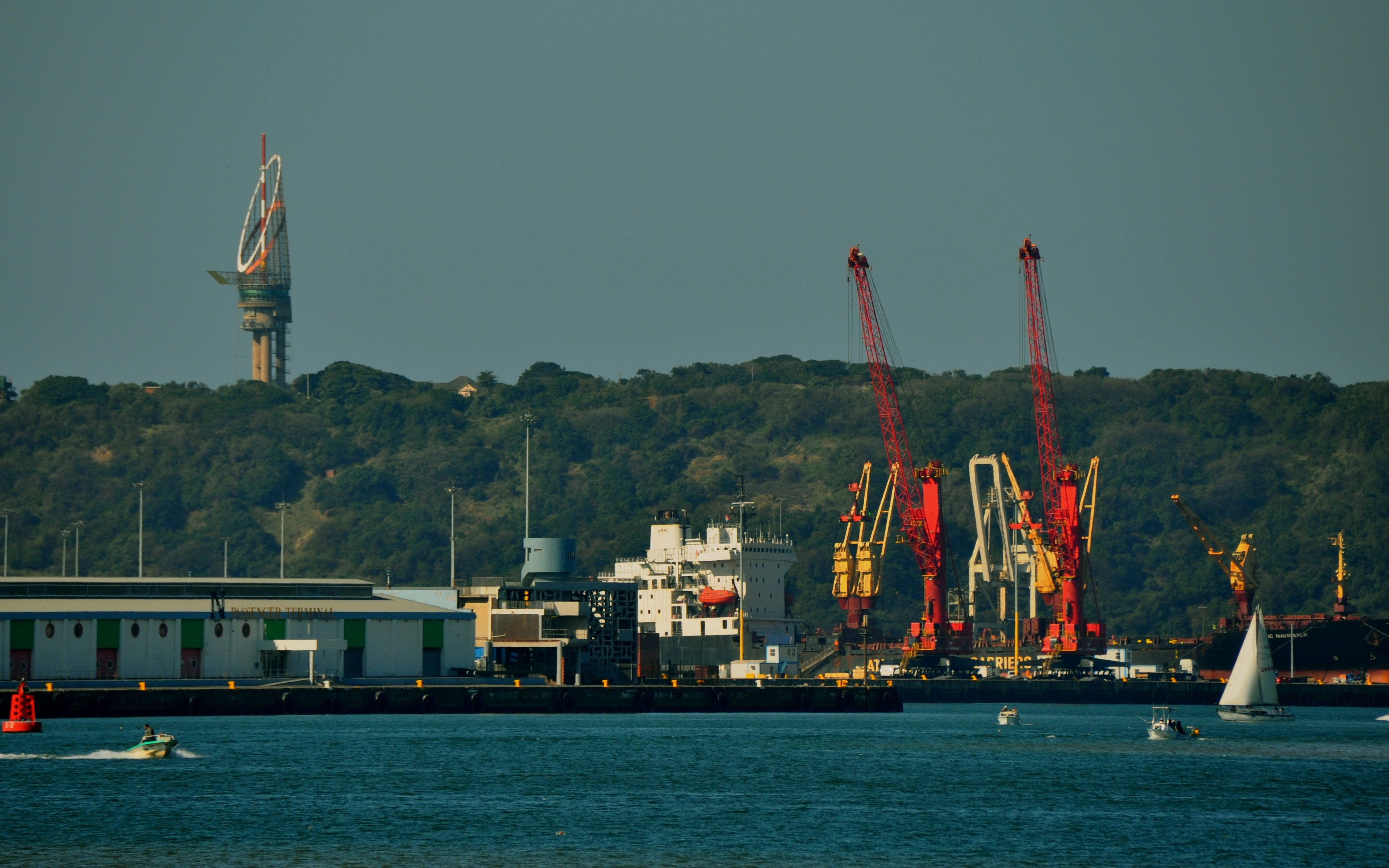
RoRo-Terminal mit den beiden Liebherr-Kranen

Dieser Bereich des Hafens befindet sich beim City Terminal. Er dient der Abfertigung von Kühlschiffen und dem Umschlag von Projektladungen. Bis 2017 wird auch ein Teil der Container im RoRo-Terminal, während die Liegeplätze am Pier No. 2 vertieft werden. Für diese Aufgabe wurden im Terminal eigens zwei Liebherr LHM550C Kräne aufgestellt, so dass im RoRo-Terminal pro Jahr bis zu 230.000 TEU umgeschlagen werden können.

### Automobil-Terminal
Südafrika ist einer der größten Hersteller von Rechtslenker-PKWs. Die Verladung von Kraftfahrzeugen aus der Produktion südafrikanischer Automobilindustriestandorte erfolgt an zwei Liegeplätzen im City Terminal und einem Liegeplatz an der T-Jetty, die mit dem 1998 eröffneten Durban Car Terminal mit 14.000 Stellplätzen verbunden sind. Es steht unter der Verwaltung von Transnet Port Terminals (TPT), einem Unternehmensbereich von Transnet. 2005 wurden etwa zwei Drittel der südafrikanischen Kraftfahrzeugein- und -ausfuhren über Durban abgewickelt. Jährlich können bis zu 480.000 Fahrzeuge umgeschlagen werden. Darunter befinden sich auch Gebrauchtwagen, die nicht für den südafrikanischen Markt bestimmt sind. Das Terminal ist über regelmäßig verkehrende Autozüge mit dem Toyota-Werk in Isipingo sowie mit Pretoria und Johannesburg verbunden. Ein Mitbetreiber am Terminal ist die Logistikgruppe Grindrod.

### Kohleterminal
Die Verladeeinrichtungen für Kohle befinden sich auf der Seite der Bluff-Halbinsel, die der zur Hafenbucht zugewandt ist. Das von Bulk Connections betriebene Bluff Coaling Terminal hat einen eigenen Gleisanschluss. Es können 250.000 Tonnen Kohle gelagert und an drei Liegeplätzen auf die Schiffe verladen werden. Der Kohleexport ist seit der zweiten Hälfte des 19. Jahrhunderts eines der wichtigsten Geschäfte des Hafens. Die ersten Lieferanten waren die Kohlegruben bei Ladysmith im nördlichen Teil der Kolonie Natal.

### Tanklager
Die Tanklager für Flüssigmassengüter liegen im südlichen Teil von Bayhead und schwerpunktmäßig im Bereich Island View. Sie werden Island View oil and petroleum complex oder Cutler Complex genannt. Der größte Betreiber dieser Tanklager und Verladeeinrichtungen ist SAPREF, eine Firma mit Erfahrungen auf dem Sektor Raffinerien, Treibstoffe und Tanklager. Sie sind mit weiteren Einrichtungen dieser Art im angrenzenden Industriegebiet South Durban Basin bei den Stadtteilen Isipingo und Prospection verbunden und von nationaler Bedeutung, da über den Betreiber enorme Mengen Rohöl eingeführt werden. Weitere Firmen schlagen Pflanzenöle und Chemikalien um. Es werden Chemikalientanker abgefertigt. Seit dem Aufkommen von Supertankern in den 1970er Jahren verringerte sich jedoch die Rohölanlieferung im Hafen, da für diese Schiffe kein ausreichender Tiefgang in der Bucht gegeben ist.

### Frischwaren
Das Fresh Produce Terminal (FPT) liegt an der T-Jetty und ein weiteres Früchte-Terminal am Maydon Wharf. Der Hafen schlägt neben Kapstadt und Gqeberha den Großteil der Kühlfracht im Import- und Exporthandel von Südafrika um, vor allem Fleisch, Geflügel, Fisch und Obst. Im FPT können mehr als 16.000 Paletten gekühlt werden, jährlich werden 400.000 Paletten Obst umgeschlagen.

### Zitrus-Terminal
Outspan International (Olam) betreibt das Port of Durban's Citrus Terminal im Sektor Point, das Zitrusfrüchte umschlägt. Es verfügt über Kühleinrichtungen für 17.500 Paletten und 72 Schnellkühlplätze für mehr als 3000 Paletten. Täglich können bis zu 2000 Paletten umgeschlagen werden.

### Fischerei
Die Betriebsgelände der Fischereiwirtschaft liegen im Bereich Maydon Wharf und in Bayhead, wo vor allem Garnelen und andere Krustentiere verpackt werden.

### Zuckerlager
Das South African Sugar Terminal genannte Zuckerlager im Hafen von Durban ist eines der größten der Welt. Die drei überdeckten Flachlager an der Maydon Wharf können mehr als eine halbe Million Tonnen raffinierter Zucker lagern und pro Stunde bis zu 1000 Tonnen umschlagen. Ein angeschlossenes Lagerhaus ist für die Lagerung von 57.000 t Zucker in Säcken eingerichtet.

### Holzprodukte
Am Wood Chip Terminal an der Mayden Wharf und am Forest Products Terminal werden Holzprodukte verladen, hauptsächlich Holzschnitzel aus Eukalyptus und Akazie für die Zellstoffherstellung der japanischen Papierindustrie. Die Stämme werden auf der Straße oder mit der Bahn angeliefert und auf dem Hafengelände gehackt. Jährlich können 360.000 t Holzschnitzel exportiert werden.

### Andere Massengüter
Durban Bulk Shipping, abgekürzt DBS, betreibt an der Berth 3 im Sektor Island View ein Schüttgut-Terminal für verschiedene Produkte wie Weizen, Mais und Maisprodukte, pflanzliche Öle, Chromerz und die Industriemineralien Andalusit und Phosphat.

### Schiffbau
Im Sektor Bayhead befinden sich die Werftanlagen für den Schiffbau und Reparaturdienstleistungen. Sie haben sich seit den späten 1960er Jahren von einem bis dahin handwerklichen Profil zum industriell-großtechnischen Servicebereich entwickelt. Zu den Auftraggebern zählten seitdem zivile in- und ausländische Partner sowie die South African Navy. Hier baute man Containerschiffe für deutsche Kunden und beteiligte sich an Projekten der südafrikanischen Mossgas, einem Vorgänger der staatlichen PetroSA SOC Ltd.

### Passagierterminal
Die Anlegeplätze für Passagierschiffe sind im Bereich des N-Piers an der T-Jetty angesiedelt. Hier können große Kreuzfahrtschiffe vor Anker gehen. Fahrten von hier gehen hauptsächlich nach Mosambik oder zu Inseln im Indischen Ozean.

## MarinestützpunktSalisbury Island
Die südafrikanische Marine unterhielt seit dem Zweiten Weltkrieg auf Salisbury Island ihren wichtigsten Stützpunkt. Dieser wurde in Folge des Simon’s Town Agreement im Jahre 1957 aufgelöst und nach Simon’s Town verlegt. Die im Durbaner Hafen vorhandenen Werftanlagen wurden auch weiterhin für militärische Zwecke genutzt. In den 1980er Jahren baute die Werft von Sandock Austral Ltd. Kriegsschiffe, die mit Boden-Boden-Lenkwaffen des Typs Gabriel 2 (Skerpioen) ausgerüstet wurden. Es kam zur Zusammenarbeit mit einer Werft in Haifa. Durch das internationale Embargo suchte Südafrika nach Alternativen und schloss 1974 unter Verteidigungsminister Pieter Willem Botha ein Kooperationsabkommen mit Israel. Die südafrikanische Marine erhielt zwischen 1978 und 1986 israelische Kriegsschiffe.
In den Räumlichkeiten des ehemaligen Stützpunktes richtete man ab 1961 das University College for Indians ein. Später erfolgte wieder eine militärische Nutzung des Geländes. Bis 1994 existierte hier die Durban Naval Base. Als Folge des Abbaus militärischer Kapazitäten nach dem Ende der Apartheid stufte man den Standort zur Naval Station herab.
Im Zuge der militärischen Kooperation innerhalb der Southern African Development Community erwog Südafrika im Jahre 2012, die Marinebasis auf Salisbury Island zu reaktivieren. Ihre Wiedereröffnung erfolgte 2013 wegen der Piratenbekämpfungseinsätze entlang der ostafrikanischen Küste, so Navy-Chef Vizeadmiral Refiloe Mudimu. Hierbei zeigte sich ein erhebliches Kapazitätsproblem bei den Werftleistungen im Stützpunktareal von Simon’s Town, die seit 2007 unter Leitung der ARMSCOR stehen. Die mit Schiffen von diesem Stützpunkt unterstützten Operationen an der Küste Ostafrikas entsprechen einem Abkommen zwischen Mosambik, Südafrika und Tansania.
Nach einer Ankündigung durch den Navy Chief Vizeadmiral Mosuwa Hlongwane wurde die Naval Station Durban seit Juli 2014 mit den dort stationierten kleinen Patrouillenbooten (Offshore Patrol Vessel) und einem modernisierten Kriegsschiff des Typs Warrior zu einem vollwertigen Marinestützpunkt ertüchtigt. Im Dezember 2015 erfolgte mit der offiziellen Visite der Verteidigungsministerin Nosiviwe Mapisa-Nqakula die Wiedereingliederung der Marinebasis Durban in die operative Marinestruktur. Zudem erlangen die Wartungskapazitäten auf Salisbury Island für Kriegsschiffe innerhalb der Militärindustrie des Landes wachsendes Gewicht.
Bei Arbeiten am Abwassersystem des Stützpunktes wurden im Februar 2017 sechs Personen getötet, vier Marinetaucher und zwei Zivilisten. Es gab dabei eine gewaltige Explosion in einem bisher verlassenen Gebäude. Als Todesursache gilt eine Gasvergiftung als die wahrscheinlichste Erklärung. Weitere 26 Personen erhielten nach diesem Unfallereignis eine medizinische Betreuung.

## Weitere technische und konstruktive Merkmale
Die Frischwasserversorgung für die Schiffe ist über ein Rohrleitungssystem an allen Liegeplätzen gewährleistet.
Der Schiffsverkehr im Hafenbereich kann heute über ein AIS der südafrikanischen Schifffahrtssicherheitsbehörde (South African Maritime Safety Authority / SAMSA) des nationalen Transportministeriums geleitet werden.
Der neue Tunnel unter der Hafeneinfahrt dient hauptsächlich der Abführung von Abwasser aus dem Bereich Durban CBD zur Kläranlage auf der Bluff-Halbinsel. Auftraggeber für den mit 210 Millionen Rand konzipierten und 2007 abgeschlossenen Tunnelbau war die Wasser- und Abwasserbehörde der Metropolgemeinde, das eThekwini Water and Sanitation Department (EWS). Dessen Hauptzweck wird durch zwei HDPE-Rohrleitungen erfüllt, die jeweils einen Durchmesser von 1000 Millimetern besitzen und zum Abwasserbetrieb Central Sewage Treatment Works auf der Seeseite der Halbinsel führen. Für das Bauvorhaben kam in Südafrika erstmals eine „Schlamm“-Tunnelbohrmaschine zum Einsatz. Die 515 Meter lange Tunnelröhre liegt an ihrem tiefsten Punkt 30 Meter unter der Wasseroberfläche und 9 Meter unter dem Meeresboden. Ihr Innendurchmesser beträgt 4,4 Meter. Die Durchführung des Tunnelbauprojektes oblag einem Jointventure (genannt Durban Harbour Tunnel Contractors / DHTC) zwischen Hochtief AG und Concor Holdings unter südafrikanischer Projektleitung (Goba Ltd.).

## Geologie

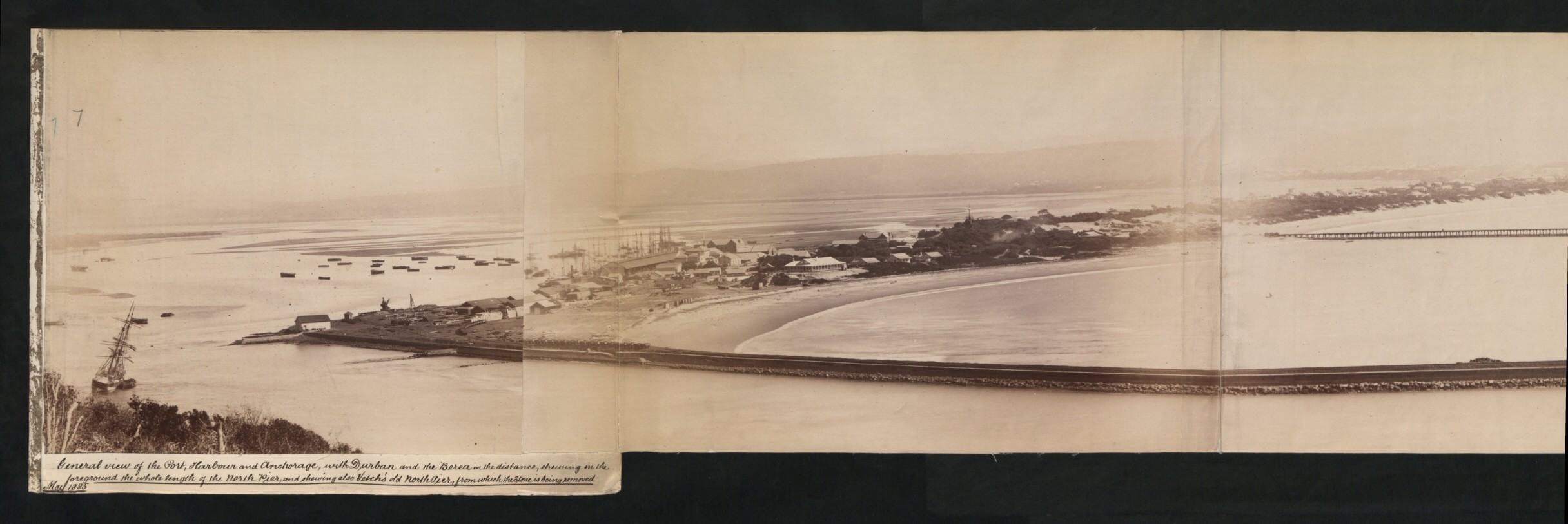
Blick von der Bluff-Halbinsel in die Bucht mit den Sandbänken und der Landzunge The Point (Foto um 1885)

Die Bucht von Durban ist eine tief eingeschnittene Mündungszone, die an ihrer Südseite von einer länglichen Halbinsel, bestehend aus einem relativ gleichkörnigen, aber stark geschichteten Dünensandstein sowie aus Beachrockvorkommen, begrenzt ist. Deren Morphologie bildete sich in der Folge eines Zurückweichens des Meeres während des Pleistozän heraus. Auf der nördlichen Landseite, einschließlich der Landzunge The Point, befinden sich jüngere Sandablagerungen, eine heute überbaute Dünenlandschaft. Die Sedimentfüllung der Bucht entstand durch marine und fluviatile Vorgänge im Pleistozän und Holozän. In Randlagen der Bucht kamen äolische Ablagerungen hinzu. Die Sedimente im Hafenbecken bestehen hauptsächlich aus unverfestigtem Quarzsand mit einem 10-prozentigen Anteil aus Schluff (Silt) und tonigen Substanzen. Etwa 420 Meter der Tunnelröhre im Bereich der Hafeneinfahrt führen durch diese Lockersedimente. Zur geotechnischen Erkundung des Bauvorhabens brachte man 11 Bohrungen im Abstand von 50 Metern nieder. Die fluviatilen Einträge in der Bucht aus der Schweb- und Suspensionsfracht der Flussläufe sind überwiegend eine Folge der Verwitterung von paläozoischen und mesozoischen Sandsteinkomplexen und Tonsteinen im Binnenland.

## Verkehrsanbindungen und Grenzlage
Der Hafenkomplex ist auf dem Landweg über mehrere innerstädtische Straßen erreichbar. Die leistungsfähigste Verkehrsanbindung für den Gütertransport per LKW ist der M4 freeway, der im südwestlichen Stadtgebiet von der Nationalstraße N2 abzweigt. Von Durban CBD, dem Stadtzentrum und damit nahe dem Hafen führt die Nationalstraße N3 über Pietermaritzburg nach Johannesburg.
Mit der Eisenbahn gelangt Frachtgut aus vielen Teilen Südafrikas zum Hafen Durban. Im südwestlichen Teil des Hafengeländes befinden sich ausgedehnte Gleisanlagen für den Güterumschlag mit Transnet. Weitere größere Verladestellen liegen am Maydon-Kai und in den Hafenbereichen Point, Bluff, Island View und Bayhead.
Der King Shaka International Airport im Nordosten Durbans bietet Möglichkeiten zur Verknüpfung mit dem internationalen Luftverkehr.
Für die Aus- und Einreise über den Hafen sowie für den internationalen Frachtverkehr befinden sich hier Dienststellen des SAPS, der Zollbehörde (SARS Customs and Border Control Unit), der Einwanderungsbehörde (Department of Home Affairs – Immigration Services), der SSA sowie Büros von Provinzbehörden.

## Tourismus

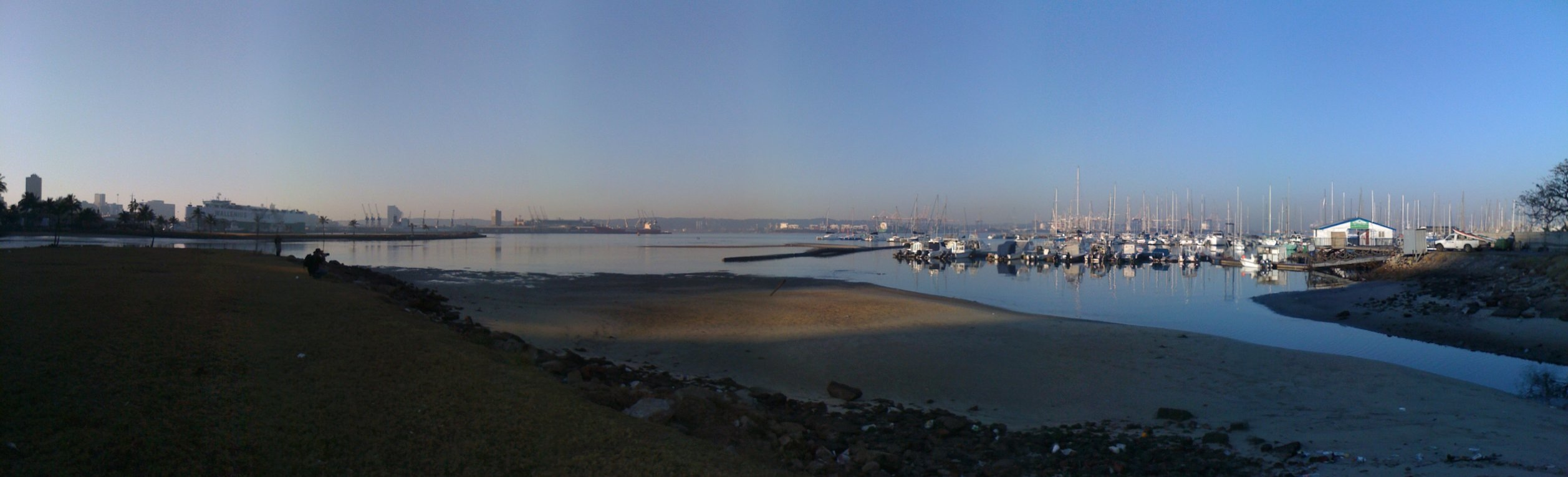
Marina in der Bucht von Durban, nahe dem Albert Park

Am nördlichen Rand der Hafenbucht und somit nahe der Innenstadt liegt am Maritime Place die Durban Marina. Sie wird privatwirtschaftlich betrieben und gehört nicht zur staatlichen Transnet National Ports Authority. Zwei Yachtclubs sind hier ansässig. Es werden Schiffsreparaturen sowie mechanische und elektrische Wartungsarbeiten angeboten. Ferner gibt es die Wilson's Wharf Marina und die Marina des Bluff Yacht Club im Silt Channel bei Bayhead.
Im Nordrand des Hafens zwischen dem Hafenbereich T-Jetty und der Durban Marina liegt das Port Natal Maritime Museum. Es informiert über den Einfluss des Hafens und der Seefahrt auf die Entwicklung der Region Durban, zeigt ausgemusterte Schiffe und verfügt über eine umfangreiche Fotosammlung zur Geschichte des Hafens.